# Тераторніс
Тераторніс (Teratornis) — викопний рід яструбоподібних птахів родини Teratornithidae, що існував в Північній Америці впродовж плейстоцену. Численні викопні рештки птаха знайдено в американських штатах Каліфорнія, Невада, Аризона, Юта і Флорида.

## Опис
Птах сягав завдовжки до 75 см, розмах крил близько 3,5 до 3,8 м, вага близько 15 кг. Він був активним хижаком, але не гребував падаллю. 

## Види
- Teratornis merriami. Відомо понад 100 зразків. Розмах крил оцінюється в 3,5-3,8 м. Вимерли в кінці плейстоцену, близько 10 тис. років тому.
- Teratornis woodburnensis. Рештки виявили в штаті Орегон в 1999 році. Він відомий з плечової кістки, частин черепа, дзьоба, грудини і хребців, які вказують на ймовірний розмах крил понад 4 метрів. Знахідка датується пізнім плейстоценом.